# Blastobotrys attinorum
Blastobotrys attinorum är en svampart som först beskrevs av Carreiro, Pagnocca, C.A. Rosa & Lachance, och fick sitt nu gällande namn av Kurtzman & Robnett 2007. Blastobotrys attinorum ingår i släktet Blastobotrys och familjen Trichomonascaceae.   Inga underarter finns listade i Catalogue of Life.